# Старые Кодаки
Старые Кодаки (укр. Старі Кодаки) — село, Новоалександровский сельский совет, Днепровский район,
Днепропетровская область, Украина.
Код КОАТУУ — 1221486207. Население по переписи 2001 года составляло 1619 человек.

## Географическое положение
Село Старые Кодаки находится на правом берегу реки Днепр, выше по течению примыкает город Днепр, ниже по течению на расстоянии в 2 км расположено село Днепровое, на противоположном берегу — жилмассив Приднепровск города Днепр и село Любимовка.
В 2 км от села находится Днепропетровский аэродром.

## История
- Крепость Кодак построена поляками в 1635 году. В тот же 1635 год Кодакская крепость была разрушена казаками во главе с Иваном Сулимой.
- В 1639 году крепость была отстроена.
- В 1711 году казацкая крепость была разрушена согласно Прутскому миру.

На картах встречаются разные написания названия села: Старые Кайдаки (1880, 1941), Старые Койдаки (1875), Старый Кодак (1927), Кайдаки (1939), Старые Кодаки (1985).

## Население

### Языковой состав
Родной язык населения по данным переписи 2001 года:
| Язык       | Численность, чел. | Доля     |
| ---------- | ----------------- | -------- |
| Украинский | 1 384             | 85,48 %  |
| Русский    | 226               | 13,96 %  |
| Другие     | 9                 | 0,56 %   |
| Итого      | 1 619             | 100,00 % |

## Экономика
- Старокайдакский гранитный карьер.

## Объекты социальной сферы
- Школа I—II ст.
- Дом культуры.
- Амбулатория.
- Детский сад

## Достопримечательности
- Кодак — руины польской крепости на правом берегу Днепра.